# Поклоніння волхвів

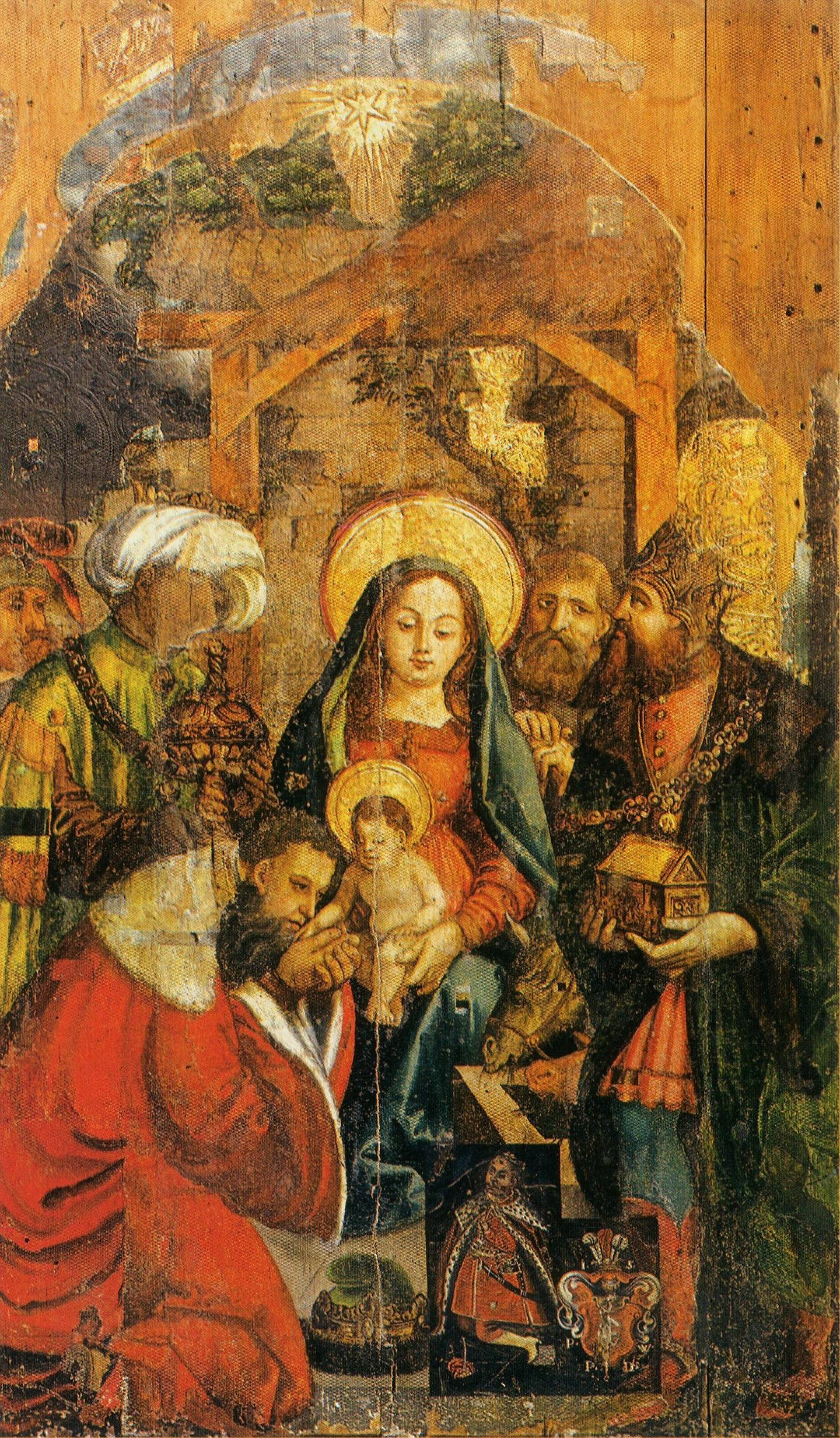
«Поклоніння волхвів» у Петропавлівській церкві в Дрисвятах, близько 1514 р.

Поклоніння волхвів (грец. μάγοι ἀπὸ ἀνατολῶν), у католицькій традиції також Поклоніння царів — популярний богословсько-іконографічний сюжет, заснований на свідченнях Євангелія від Матвія (Мв. 2:1-11) про трьох мудреців, які прийшли зі Сходу до Вифлеєму, щоб поклонитися Немовляті Христу і принести Йому дари. Розповідь Матвія пізніше була доповнена церковними та апокрифічними переказами.
Ранньохристиянська література вважала Аравію батьківщиною мудреців, Климент Александрійський називав Персько-Месопотамську область. У авторів Блаженного Августина (354-430) та Івана Золотоустого (близько 347-407) було дванадцять мудреців, а Ориген (184/185 — 253/254) стверджував, що їх кількість відповідає кількості дарів. Теологи пов'язували їх з трьома особами Трійці або з триєдністю людського роду. Преподобний Беда (приблизно 672/673 — 735) дав їм імена Каспар, Мельхіор і Бальтазар, королівське походження та батьківщину.
Широкої популярності сюжет набув завдяки збірці «Золота легенда» італійця Якова Ворагінського (бл. 1228/1230—1298), складеній близько 1260 року. У Кельнському соборі зберігаються мощі королів з XIII століття, можливо, тому «Поклоніння королів» було надзвичайно популярно в живописі Північної Європи.
В Добу великих географічних відкриттів мудреці стають втіленням білої, жовтої та чорної рас або трьох частин світу – Європи, Азії, Африки.
Відзначається християнами. У католицизмі поклоніння волхвам відзначається 6 січня, у свято Богоявлення. У деяких країнах це свято називають святом Трьох Королів.

## Спасылкі
Вікісховище має мультимедійні дані за темою: Поклоніння волхвів
 Вікісховище має мультимедійні дані за темою: Три царі